# Bodsjön (Hammerdals socken, Jämtland)
Bodsjön är en sjö i Strömsunds kommun i Jämtland och ingår i Ångermanälvens huvudavrinningsområde. Sjön har en area på 1,12 kvadratkilometer och ligger 336 meter över havet. Sjön avvattnas av vattendraget Bodsjöbäcken.

## Delavrinningsområde
Bodsjön ingår i det delavrinningsområde (705136-150285) som SMHI kallar för Utloppet av Bodsjön. Medelhöjden är 352 meter över havet och ytan är 5,7 kvadratkilometer. Det finns inga avrinningsområden uppströms utan avrinningsområdet är högsta punkten. Bodsjöbäcken som avvattnar avrinningsområdet har biflödesordning 4, vilket innebär att vattnet flödar genom totalt 4 vattendrag innan det når havet efter 230 kilometer. Avrinningsområdet består mestadels av skog (67 procent). Avrinningsområdet har 1,08 kvadratkilometer vattenytor vilket ger det en sjöprocent på 18,9 procent.